# Fort Vauban (Nîmes)
Le fort Vauban de Nîmes est une citadelle construite au XVIIe siècle par les architectes Jacques Cubizol et Jean Papot sur les plans de l'ingénieur du Roi François Ferry, collègue et émule du célèbre ingénieur Vauban. Il est actuellement un des sites de l'Université de Nîmes.

## Historique

### La Citadelle (1688-1792)
La construction s'effectue dans le cadre de la restructuration militaire du Languedoc après la révocation de l'édit de Nantes en 1685. En effet, le pouvoir royal identifie la province comme un potentiel foyer d'insurrection, en raison d'une population protestante prédominante.
À cette fin, Louis XIV impose aux villes protestantes la construction de citadelles qui se dresseront souvent sur une éminence dominant la ville de manière à surveiller efficacement et de la tenir sous le feu de ses canons, qui à Nîmes sont placés uniquement sur le flanc qui donne sur la ville.
Le site choisi à Nîmes est un petit promontoire dominant la ville, aux abords du front nord de l'enceinte médiévale, au débouché des chemins d'Alès et de la Calmette et à portée de mousquet de la ville. L'architecte nîmois Jacques Cubizol et l'architecte du Roi Jean Papot sont chargés d'exécuter les plans de l'ingénieur du Roi François Ferry, collègue et émule du célèbre ingénieur Vauban.
Le fort est construit avec une étonnante rapidité, entre mai 1687 et mai 1688, en raison de l'importance des moyens mis en œuvre : jusqu'à 2000 ouvriers sont engagés sur le chantier, de même que plusieurs compagnies de soldats et de nombreux habitants employés au terrassement et au transport de matériaux.

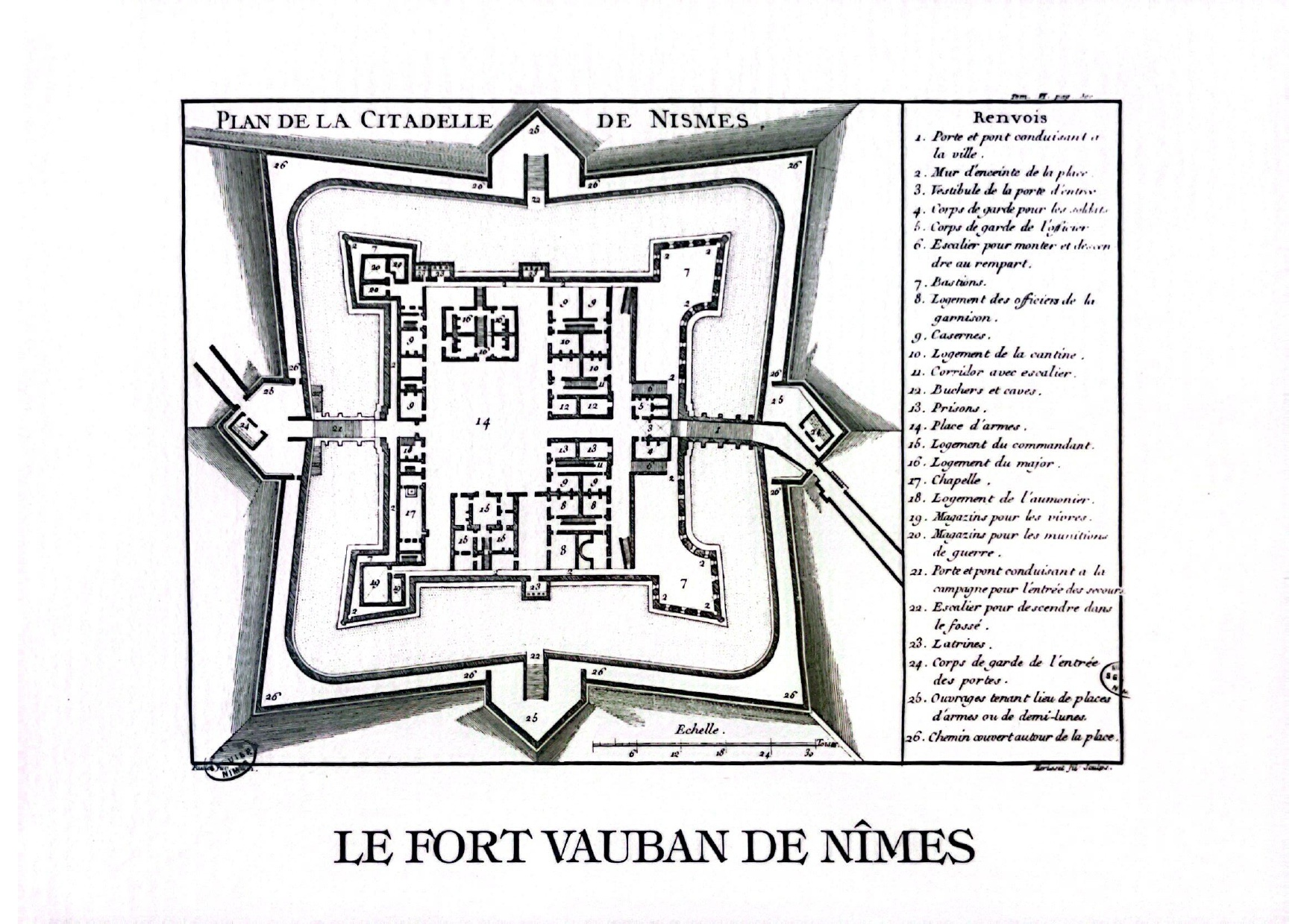
La citadelle, dite Fort Vauban au XVIIIe siècle

La construction du fort a un impact direct sur l'urbanisme nîmois. Elle entraîne la restructuration de l'enceinte urbaine : celle du nord qui aurait fait obstacle à une intervention en ville des troupes royales est supprimée et une nouvelle muraille montant jusqu'à la citadelle et englobant l'ancien faubourg des Prêcheurs est édifiée. À l'emplacement du rempart détruit est aménagée la première promenade urbaine nîmoise plantée d'arbres, le Cours, actuel boulevard Gambetta.
Le fort est utilisé occasionnellement comme prison au XVIIIe siècle, notamment durant la guerre des Camisards, puis de façon plus durable à partir de la Révolution.

### Du "dépôt de mendicité" à la maison centrale (1811-1991)
Vers 1811, un dépôt de mendicité est créé et installé dans l'ancienne citadelle sur ordre de Napoléon Ier, signant ainsi la fin de sa fonction militaire. En 1813 y est adjointe une maison de correction.

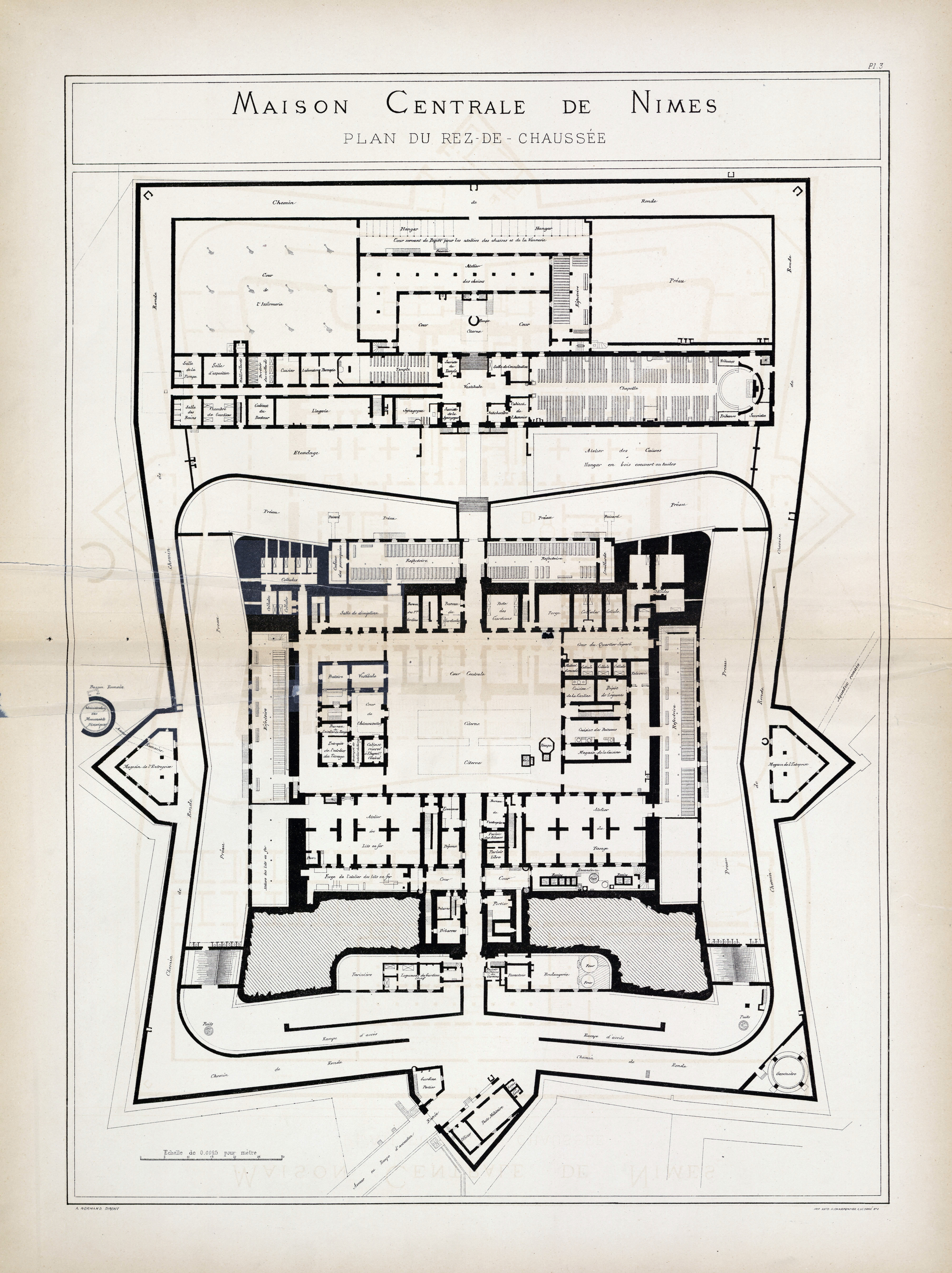
Maison centrale au XIXe siècle

En 1819, en raison de la place disponible dans le fort et du surpeuplement de la maison centrale de Montpellier, on décide de transformer par d'importants travaux la citadelle de Nîmes en maison centrale de détention. Au fil des années, des locaux supplémentaires sont construits pour abriter des ateliers destinés au  travail des détenus, une infirmerie, un réfectoire, ainsi que de nouveaux dortoirs, une école, une chapelle, un temple et une synagogue. En 1820, on dénombre environ 275 détenus et dès 1830, 1142 personnes - hommes, femmes et enfants, pour une capacité d'accueil prévue initialement de 750.
Durant la Seconde Guerre mondiale viendront s'ajouter aux détenus de droit commun des prisonniers politiques et des patriotes, opposants aux régime de Vichy et aux nazis.
L'état de délabrement, d'insalubrité et de surpopulation de la maison centrale provoque des révoltes dont celle de 1974, durant laquelle une partie des bâtiments sont incendiés, entraînant par la suite leur destruction et le relogement des détenus dans des baraquements métalliques au nord.
Dès 1982, Jean Bousquet émet l'idée de la reconvertir le fort en site universitaire, qui sera effectivement réalisée lors de la fermeture de la prison en 1991. 

### Site universitaire (1991 - 2019)
La ville achète le fort au ministère de la justice en 1990. Afin de réaliser sa réhabilitation pour l'adapter à sa nouvelle fonction, la Région Languedoc-Roussillon, maître d'ouvrage, organise, sous la direction de l'architecte des Bâtiments de France, un concours d'architecture en 1991. Parce qu'il dialoguait parfaitement avec le fort, le projet de l'équipe d'Andrea Bruno, qui s'est illustré dans la reconversion de sites patrimoniaux, est choisi.

#### Le projet architectural d'Andrea Bruno
« La localisation privilégiée du fort à l'intérieur du tissu urbain proche du centre historique et l'utilisation universitaire de cette architecture obsolète est une occasion exceptionnelle pour la transformer d'une présence quasi hostile en une concentration d'activités ouvertes vers la ville, en interaction avec elles. »
Première intention majeure : l'ouverture sur la ville, par la création d'une perspective à travers la partie centrale, du sud au nord, où sera plantée une pinède et aménagés des stationnements. Ainsi, sont construites deux passerelles sur les douves et au nord, une rue raccordée au réseau viaire de la ville est percée. 
La démarche de l'architecte est fondée sur l'apport d'ajouts contemporains réversibles, compatibles avec les éléments historiques, qui sont restaurés avec soin. Pour retrouver le dessin originel du fort du XVIIe siècle et restituer la configuration de la cour centrale, il fait démolir les bâtiments de la prison et les ajouts parasites et construit un bâtiment sur pilotis au nord, la bibliothèque.
Il rétablit la symétrie originelle de la place en reconstruisant à l'ouest de celle-ci, le bâtiment incendié en 1974. Rétabli dans sa volumétrie d'origine, ce dernier reflète la construction ancienne qui lui fait face à l'est, tout en étant réalisé en panneaux de béton préfabriquées laissés bruts.
La création de deux grands amphithéâtres de 600 places pose une difficulté majeure en raison du manque d'espace à l'intérieur du fort. C'est ainsi qu'ils sont construits dans les douves, symétriquement, à l'est et à l'ouest, appuyés sur les parois existantes, accrochés de façon la plus discrète possible et, fidèlement à sa démarche, réversibles.
Le campus est inauguré le 11 octobre 1995.

#### Extension et rénovation (2019 - 2025)
L'année 2023 voit l'inauguration d'un pôle santé, sport, nutrition au nord du site, sur la "pinède", avec salles de sport et restauration universitaire, réalisé par le cabinet Panorama Architecture.
En parallèle, dès 2019, l'atelier ODA est chargé de la rénovation de certains amphithéâtres et de la bibliothèque, de la transformation en auditorium d'un des grands amphithéâtres, de la rénovation énergétique de l'ensemble des bâtiments, ainsi que l'aménagement de nouveaux espaces à l'intérieur de l'existant. 

## Description

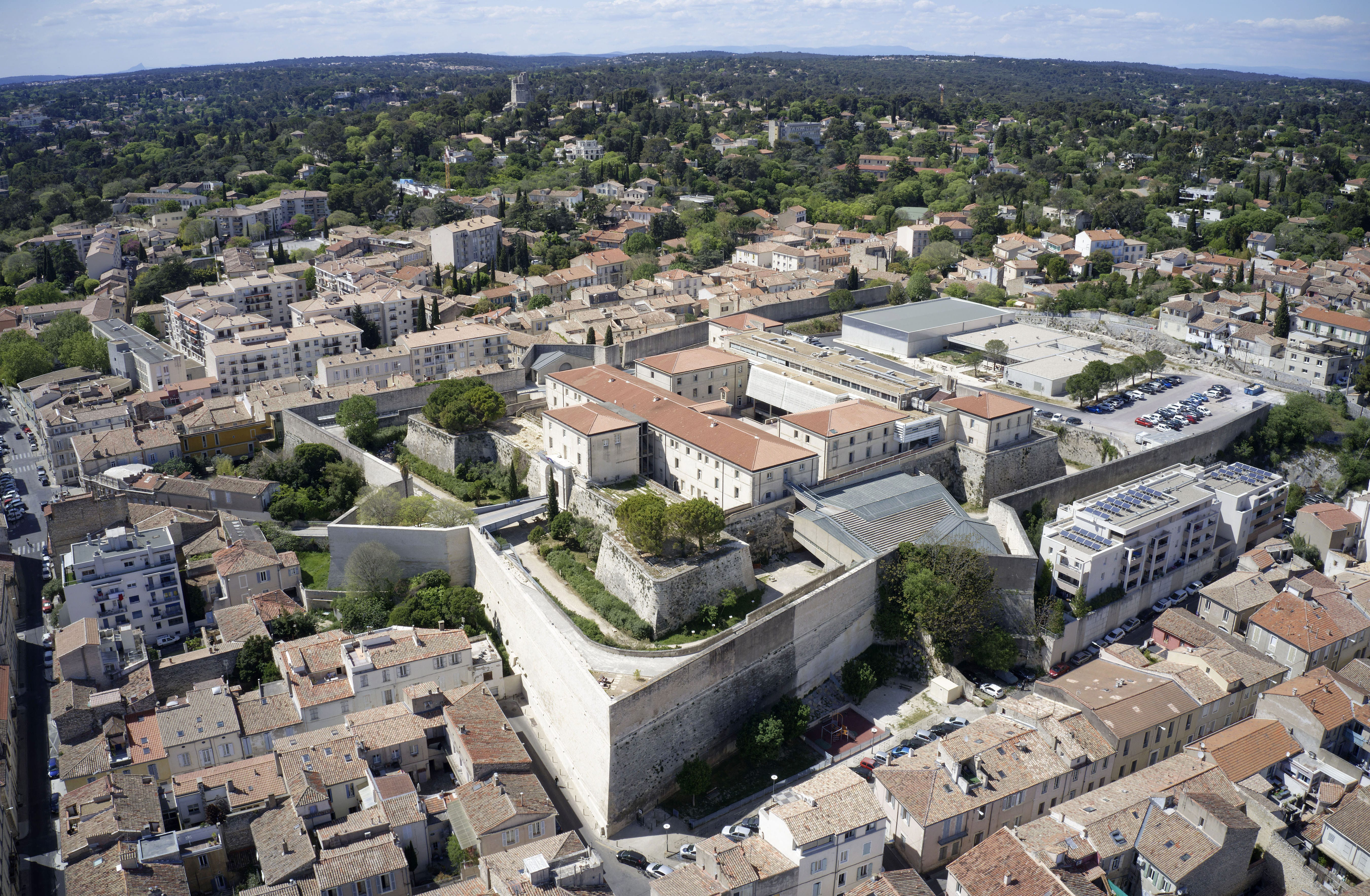
Vue aérienne du fort Vauban en 2022

L'accès au fort devenu campus de l'actuelle université se fait depuis le centre ville par la rampe construite au XVIIe siècle. Une première porte, dont les ferronneries sont celles de la Maison centrale et datées de 1824, permet l'accès à l'ensemble militaire qui est une structure de forme carrée cantonnée de quatre bastions d'angle et entourée d'un fossé de 9 mètres de large, actuellement végétalisé. La plateforme destinée aux canons faisant face à la ville subsiste encore, de même que les embrasures permettant leur tir. L'enceinte bastionnée et son étroit chemin de ronde sont conservés partiellement.
Une passerelle contemporaine permet l'accès à l'entrée principale du fort, dite "porte royale", surmontée d'une immense coquille à conque dédoublée. 
À l'intérieur, une série de bâtiments sont ordonnés autour de l'ancienne place d'armes, aujourd'hui place centrale du campus.
Au nord de celle-ci, se déploie la bibliothèque universitaire construite sur pilotis par Andrea Bruno. Un passage sous la bibliothèque permet l'accès à la passerelle nord, donnant sur le pôle santé, sport et nutrition.
De part et d'autre de cet ensemble, à l'est et à l'ouest, se trouvent les grands amphithéâtres construits à l'intérieur des douves.